# Дёльгер, Франц
Франц Дёльгер (нем. Franz Dölger) (4 октября 1891, Клайнвалльштадт — 5 ноября 1968, Мюнхен) — немецкий историк-византинист. Профессор Мюнхенcского университета.

## Карьера
С 1928 года — соредактор, в 1931—1963 годах — главный редактор основанного им византиноведческого журнала       «Byzaniche Zeitschrift» (Мюнхен).
В 1931—1959 годах возглавлял  Институт византиноведческих исследований.
Во время Второй мировой войны и немецкой оккупации Греции был губернатором Афона.

### Авторство
Автор 5-томного издания «Регест» — критического, аналитического и библиографического каталога всех дошедших до нас изданных, неизданных, а также не дошедших, но упомянутых в нарративных и дипломатических источниках актов канцелярии византийских императоров за всю историю Византии.
Автор многочисленных трудов, заложивших основы византиноведческой дипломатики (изучение государственных грамот, их классификация, проблемы датировки, подделок, публикация факсимильных репродукций государственных актов и т. п.). На анализе содержания грамот основываются и прочие капитальные работы, связанные с рассмотрением фискального устройства Византии, её взаимоотношений с соседними народами (особенно с балканскими и европейскими).

#### Издания
- Regesten der Kaiserurkunden des Oströmischen Reiches. — München, 1924—1965. Bd 1—5.
- Facsimiles byzantinischer Kaiserurkunden. — München, 1931.
- Byzanz und die europäische Staatenwelt. — Darmstadt, 1953.
- Byzantinische Diplomatik. — München, 1959.
- Beiträge zur Geschichte der byzantinischen Finanzverwaltung, besonders des 10. und 11. Jahrhunderts. — 2. Auflage. — Darmstadt, 1960.